# Hayato Okanaka
Hayato Okanaka (jap. 岡中 勇人 Okanaka Hayato; ur. 26 września 1968) – japoński piłkarz występujący na pozycji bramkarza.

## Kariera klubowa
Od 1991 do 2005 roku występował w klubach Gamba Osaka i Oita Trinita.